# Mwiyanike (periodiskt vattendrag)
Mwiyanike är ett periodiskt vattendrag i Burundi.   Det ligger i provinsen Cankuzo, i den östra delen av landet, 160 km öster om huvudstaden Bujumbura.
I omgivningarna runt Mwiyanike växer huvudsakligen savannskog. Runt Mwiyanike är det ganska glesbefolkat, med 32 invånare per kvadratkilometer.